# Akito Fukuta
Akito Fukuta (福田 晃斗, Fukuta Akito) est un footballeur japonais né le 1er mai 1992 dans la préfecture de Mie. Il évolue au poste de milieu défensif.

## Biographie
Lors de la saison 2017, il inscrit quatre buts dans le championnat du Japon.